# Parafia Krzyża Świętego w Tychach
Parafia Krzyża Świętego – rzymskokatolicka parafia znajdująca się w Tychach, w dzielnicy Czułów. Parafia należy do dekanatu tyskiego w archidiecezji katowickiej.

## Historia
Czułów, jako osada wchodząca w skład Tychów, istniała prawdopodobnie już w XV w. i była częścią parafii św. Marii Magdaleny. W okresie rozwoju miasta, który przypadł na lata 60. XX wieku ks. Franciszek Brzoza starał się o budowę obiektu sakralnego w Czułowie, lecz ówczesny proboszcz tyskiego kościoła św. Marii Magdaleny nie wykazywał zainteresowania podziałem parafii. Budowie kościoła nie sprzyjała również sytuacja społeczno-polityczna panująca w kraju. W 1974 r. proboszcz tyskiej parafii ks. Eugeniusz Świerzy wprowadził zwyczaj odprawiania mszy świętych przy przydrożnych krzyżach znajdujących się w mieście. Mieszkańcy Czułowa gromadzili się odtąd na nabożeństwach odprawianych przy krzyżu zawieszonym na sośnie przy ul. Świerkowej. Sytuacja zmieniła się w 1978 r., kiedy to ks. Ignacy Nokielski uzyskał po 13 miesiącach starań zgodę na budowę kościoła. Konstruktorem budynku jest inż. Jan Manjura. Wystrojem wnętrza zajęli się Jerzy Kwiatkowski i inż. Marek Berman. 13 września 1980 r. budynek kościoła został konsekrowany, a pięć dni później ks. Nokielski został ustanowiony proboszczem parafii. 1 października została erygowana parafia. W grudniu 1980 roku parafia otrzymała relikwie Krzyża Świętego.
Przy parafii powstał chór Cantate Deo, którego dyrygentem jest Michał Brożek.

## Proboszczowie
- ks. Ignacy Nokielski (1980–2007)[1]
- ks. Krzysztof Anczok (od 2007)[1]